# Sprengunglück von Hemmental
Das Sprengunglück von Hemmental ereignete sich am 16. Dezember 1967 gegen Mittag in Hemmental, einem Dorf am Fusse des Randen im Schweizer Kanton Schaffhausen.
Es forderte neun Tote und einen Schwerverletzten und gilt damit als einer der folgenschwersten Zwischenfälle mit Sprengstoffen in der Schweiz in Friedenszeiten. 

## Unglücksort
Das Unglück ereignete sich im Steinbruch im Bodenackertobel, an der schmalen Strasse zwischen dem Dorf Hemmental und dem Klosterfeld, Richtung Randenüberfahrt nach Beggingen.

## Ausgangslage
Der in Hallau geborene Sprengmeister Karl Gasser war Angestellter der Gesellschaft für angewandte Sprengtechnik. Er galt als Sprengstoffexperte. An diesem Vormittag führte er als Privatmann im Steinbruch einen Weiterbildungskurs für acht Zürcher Baufachleute der Firma Suter-Lehmann AG durch. Zur Gruppe gesellte sich der Hemmentaler Jakob Hatt senior, der ehemalige Besitzer des Steinbruchs, um die Instruktionen zu verfolgen. Während des ganzen Vormittags vernahm man im Dorf aus dem Steinbruch Sprenggeräusche. Gegen 12.00 Uhr hätte der Kurs zu Ende gehen sollen und die Männer hätten in einem Restaurant in Schaffhausen gemeinsam zu Mittag gegessen.

## Unglückshergang
Das Unglück konnte nie restlos aufgeklärt werden. Ein Zeuge, der kurz vor 11.50 Uhr mit dem Auto am Steinbruch vorbeifuhr, sah eine Gruppe von Menschen um etwas herumstehen. Zwischen 11.50 Uhr und 12.05 Uhr ereignete sich das Unglück; die Hemmentaler vernahmen in dieser Zeit einen gewaltigen Knall. Der 25 Jahre alte Jakob Hatt junior wollte nach seinem Vater schauen, nachdem dieser nicht zum Mittagessen nach Hause gekommen war. Er fand am Strassenrand, rund 100 Meter vom Steinbruch entfernt, einen blutüberströmten Mann, den einzigen Überlebenden des Unglücks. Dieser konnte jedoch aufgrund eines Gedächtnisverlustes nicht erklären, was geschehen war. Im Steinbruch selbst fand Hatt die zerfetzten Überreste der anderen Männer vor und alarmierte die Polizei.
Nach dem Unglück kam im damals noch jungen Boulevardblatt Blick die Vermutung auf, dass ein «Barbara-Knall» schuld sein könnte am Tod der Männer. Manchmal würden Sprengfachleute am Schluss eines Sprengkurses einen solchen Schlussknall loslassen. 
Nach umfangreichen Untersuchungen ging der Schlussbericht von folgender Vermutung aus: Die Kursteilnehmer versammelten sich, wie der Zeuge aussagte, um den Kursleiter. Sie verfolgten die Vorbereitung zu einer Sprengung eines Gemisches aus 10 bis 20 Kilogramm Sprengstoff sowie Resten von Zündschnüren und 200 bis 300 alten Sprengkapseln. Aus einem unbekannten Grund erfolgte die Zündung jedoch zu früh. Möglicherweise war einem der Männer ein Bohrhammer aus der Hand geglitten und auf eine der Sprengkapseln gefallen, wobei diese aktiviert wurde. Ein solcher Bohrhammer wurde am Ort des Unglücks gefunden.

## Gedenktafel
Am Unglücksort steht zur Erinnerung eine Gedenktafel. Darauf sind die Namen der Verstorbenen verewigt. 